# Tympanophorinae
Tympanophorinae (лат.) — подсемейство кузнечиков. Эндемики Австралии.

## Распространение
Встречаются в Австралии.

## Описание
Мелкие кузнечики, длина тела Tympanophora 1—2 см. Отличаются от всех кузнечиков уникальным строением стридуляторных органов, состоящих из трёх участков каждый (у некоторых видов — из 4). Самки Tympanophora бескрылые (самцы крылатые).

## Классификация
2 рода, около 10 видов. Близки к подсемейству Lipotactinae. Иногда включают в состав Phasmodinae.
- Tympanophora White, 1841
- Tympanotriba Piza, 1971